# I Saw It in the Mirror
"I Saw It in the Mirror" é uma canção gravada pelo grupo pop sueco ABBA que faz parte do álbum Ring Ring, lançado em 1973. Escrita por Benny Andersson e Björn Ulvaeus, suas gravações começaram em 15 de março de 1973.
É uma das cações do ABBA com menos tempo de duração e foi gravada em um período de quinze dias com o intuito de preencher espaço no álbum. Antes de assumir posição no álbum Ring Ring, o artista sueco Billy G-Son já havia gravado a canção em 1970, dando a ela um tom mais comovente. Três anos depois, Benny e Björn decidiram colocar "I Saw It in the Mirror" no álbum, sendo Björn o vocalista principal.
Em uma pesquisa realizada com os fãs do grupo, "I Saw It in the Mirror" foi considerada a canção menos popular do ABBA.